# Berestowe (hromada Petropawliwka)
Berestowe (ukr. Берестове) – wieś na Ukrainie, w obwodzie charkowskim, w rejonie kupiańskim. W 2001 liczyła 230 mieszkańców, spośród których 212 posługiwało się językiem ukraińskim, a 18 rosyjskim.